# Violante Placido
Pour les articles homonymes, voir Placido (homonymie).
Violante Placido, née le 1er mai 1976 à Rome est une actrice et chanteuse italienne.

## Biographie
Violante Placido est la fille de Michele Placido et Simonetta Stefanelli.
Elle fait ses débuts d'actrice en 1993 aux côtés de son père dans Quattro bravi ragazzi . Son premier grand rôle a été dans L'anima gemella de Sergio Rubini en 2002. En 2010, elle joue avec George Clooney dans The American, puis en 2012, avec Nicolas Cage dans Ghost Rider 2 : L'Esprit de vengeance,.
En 2006, sous le pseudonyme de « Viola  », elle sort l'album Don't Be Shy… qui contient dix chansons écrites par elle-même, principalement en anglais . La même année, elle enregistre Amore mio infinito en duo avec Bugo (it) .

## Filmographie

### Cinéma
- 1993 : Quattro bravi ragazzi (it) : Valeria
- 1996 : Jack Frusciante è uscito dal gruppo (it) : Adelaide « Aidi »
- 1996 : Le Jour du chien : Laura
- 1997 : Farfalle (it) : Sandra
- 2000 : A Deadly Compromise, de Giovanni Robbiano (it) : Caterina
- 2002 : L'anima gemella (it) : Maddalena
- 2002 : Ciao America (it) : Paola Angelini
- 2002 : Ginostra : l'infirmière
- 2003 : Ora o mai più (it) : Viola
- 2003 : Gli indesiderabili (it) : Agneska
- 2004 : Che ne sarà di noi : Carmen
- 2004 : Ovunque sei (it) : Elena
- 2005 : Raul - Diritto di uccidere (it) : Sonia
- 2006 : Il giorno + bello (it) : Nina
- 2006 : La cena per farli conoscere : Betty Lanza
- 2006 : Fade to Black : Stella
- 2007 : Lezioni di cioccolato (it) : Cecilia
- 2008 : La luna nel deserto (it) (court métrage d'animation) : voix de la colombe Desdemona
- 2009 : Barah Aana : Kate
- 2009 : Sleepless (it) : Anna
- 2010 : The American : Clara, la jeune prostituée
- 2012 : Ghost Rider 2 : L'Esprit de vengeance : Nadya
- 2012 : Le Guetteur : Anna
- 2016 : 7 minuti : Marianna

### Télévision
- 2005 : Karol, l'homme qui devint pape : Maria Pomorska
- 2006 : On a volé la Joconde : Aurore
- 2007 : Guerre et Paix : Hélène Kouraguine
- 2008 : Pinocchio, un cœur de bois : la fée Turchina
- 2009 : Moana (it) : Moana Pozzi
- 2014 : Le Transporteur, saison 2 : Caterina Boldieu
- 2025 : La Dolce Villa (en) : Francesca

## Discographie
- 2006 : Don't Be Shy... (it)